# Super Paper Mario
Super Paper Mario (スーパーペーパーマリオ?, Sūpā Pēpā Mario) è un videogioco della serie Mario, ibrido tra videogioco di ruolo e platform. Inizialmente era previsto per GameCube, ma è stato pubblicato da Nintendo sul Wii nel 2007. Il protagonista del gioco, Mario, e i suoi tre compagni, Bowser, Luigi e Peach, dovranno esplorare gli ambienti circostanti sfruttando la peculiare caratteristica del gioco, ovvero quella di passare dal 2D al 3D, permettendo di svelare nuovi passaggi, bonus e oggetti preziosi per l'avventura.

## Trama
Tutto inizia nella casa di Mario e Luigi, annoiati poiché non hanno nulla da fare, e decidono di fare visita alla Principessa Peach. Improvvisamente, Toad corre verso di loro, dicendo che la Principessa Peach è stata rapita. I due fratelli si dirigono al Castello di Bowser, sospettando di lui. Ma, arrivati, trovano il Re dei Koopa che sta elaborando un piano con il suo esercito. Quindi, la colpa non è sua. A schiarire le idee ci pensa l'apparizione del misterioso Conte Cenere (Count Bleck in inglese), che rivela di aver rapito Peach e, dopo aver stordito Mario, fa sparire Luigi, Bowser e i Koopa.
Al suo risveglio, Mario incontra Consilia, un Pixl, ovvero una piccola fatina, dall'aspetto di farfalla. Consilia porta il baffuto eroe a Svoltadilà, una città situata fra le dimensioni. Incontra Merlocchio, uno degli anziani, che gli svela il suo compito: trovare tutti i Cuori Puri sparsi per le varie dimensioni per fermare il Cuore Oscuro risvegliato dal malvagio Conte Cenere, che ha rapito Bowser e Peach con lo scopo di distruggere tutti i mondi e le dimensioni. Il Cuore Oscuro, infatti, può essere risvegliato solo dall'unione in matrimonio di due persone che non dovrebbero mai unirsi e chi controlla il Cuore Oscuro è in grado di squarciare il tessuto dimensionale, generando un Vuoto che cresce progressivamente fino ad inghiottire e far sparire per sempre qualunque cosa.
Esistono due libri molto importanti, nel gioco: Il Profeticus Tenebrae, in possesso del Conte, che profetizza come far apparire il Cuore Oscuro e far sparire nel nulla tutte le dimensioni, e il Profeticus Lucis, che invece prevede l'arrivo di un Prescelto leggendario e altri tre eroi che recupereranno dagli spiriti degli Antichi defunti i Cuori Puri, annientando la barriera che protegge il portatore del Cuore Oscuro e salvando il mondo. Durante la sua avventura, Mario recluta i suoi classici compagni, con l'aggiunta di Bowser. Peach viene misteriosamente trovata svenuta sotto la torre di Svoltadilà e Bowser si risveglia con alcuni suoi sgherri nella dimensione di Bittonia e, dopo un combattimento con Mario, decide di unirsi alla squadra solo per rapire Peach e conquistare il mondo quando tutto sarà finito; infine, Luigi, dopo aver subito un "lavaggio del cervello" da parte di Nastasia (segretaria del Conte Cenere), diventa un malvagio sgherro del Conte chiamato "Mister L". Mario, dopo essere stato apparentemente ucciso da Dimensio, uno dei servi del Conte, in un'esplosione, si ritrova nel Mondodigiù (il mondo del Game Over) e si riunisce con Luigi (sconfitto anche lui da Dimensio), che si aggrega al team.
Mario, ottenuti tutti gli otto Cuori Puri, ha accesso al Castel Cenere ossia la dimora del Conte Cenere. La porta che conduce al castello è in cima alla torre di Svoltadiqua, una città simile a Svoltadilà, ma con personaggi diversi (Occhiomerlo, l'alter ego di Merlocchio, Elga la locandiera al posto di Olga ecc.) e di fatto con tutto al contrario rispetto ad essa.
Alla fine della storia, dopo aver sconfitto il Conte Cenere, Consilia scopre che i suoi sospetti erano fondati: precedentemente il Conte era il suo fidanzato, Blumiere.
Consilia, che ai tempi era un'umana di nome Farfalà, aveva soccorso Blumiere, membro della Tribù dell'Oscurità, che si era fatto male cadendo giù da una collina. Nonostante ciò fosse vietato dalle tradizioni della Tribù oscura, i due cominciarono a frequentarsi, arrivando ad amarsi e a pianificare di fuggire insieme. Tuttavia, il padre di Blumiere, venuto a sapere di ciò, usò la sua magia per maledire Farfalà e costringerla a vagare per le dimensioni finché non venne trovata in fin di vita da Merlocchio, che per salvarla la trasformò in Pixl, facendole tuttavia perdere la memoria, che recupererà progressivamente durante gli eventi del gioco.
Blumiere, dopo aver cercato Farfalà senza successo e credendola sparita per sempre, impazzì per il dolore, sviluppando un odio e disgusto profondo per l'esistenza stessa. Rubò quindi il Profeticus Tenebrae custodito dalla sua tribù e si trasformò nel Conte Cenere, con il solo scopo di far avverare la profezia e lasciarsi sparire nel Vuoto insieme a tutti i mondi, nonostante ai suoi sgherri avesse promesso di costruire un mondo perfetto dopo la distruzione di tutti gli altri.
A seguito della sua sconfitta, capendo quanto dolore ha causato e che Farfalà è ancora viva, Cenere si redime e implora gli eroi di finirlo, in modo che il Cuore Oscuro sparisca.
Dimensio, tuttavia, interviene e cerca di finire lui stesso il Conte ma il colpo viene assorbito da Nastasia, che cade priva di conoscenza. Viene rivelato che Dimensio è il vero antagonista principale del gioco: egli sapeva fin dall'inizio quali erano le vere intenzioni del Conte e ha volutamente e in segreto fatto in modo che gli eroi si riunissero e lo sconfiggessero, manipolando tutti a suo vantaggio. Ora è intenzionato a fare ciò che Cenere aveva promesso, distruggendo tutte le dimensioni e costruendone di nuove a sua immagine, dove lui possa essere re assoluto. Dimensio prende quindi il possesso del Cuore Oscuro e getta Cenere, Consilia e Nastasia nella dimensione da lui creata, la dimensione D, mentre Mario, Peach e Bowser combattono la gigantesca fusione robotica tra Dimensio, Luigi (re-ipnotizzato) e il Cuore Oscuro, che sembra invincibile.
Consilia e il Conte vengono raggiunti dagli ultimi due scagnozzi di Cenere, Mimì e Pugnazzo, giunti lì essendo stati informati precedentemente da Nastasia. Grazie all'aiuto loro e di Consilia, Cenere ritrova la speranza e comprende che aveva sviluppato un rapporto profondo con i suoi sgherri che infatti non vogliono abbandonarlo, nonostante lui gli avesse mentito e desiderasse distruggere tutto quanto. Grazie a questo rapporto e all'amore per Consilia, i Cuori Puri, precedentemente usati per distruggere la barriera di Cenere, riappaiono e consentono a Consilia di portarli a Mario e compagnia in modo da indebolire Dimensio e renderlo vulnerabile. Con molta fatica, gli eroi riescono a sconfiggerlo, Luigi viene liberato  e Dimensio viene distrutto, ma non prima di lasciare un'ultima sorpresa, una "traccia del suo potere", così definita dal Conte Cenere, in modo che il Vuoto possa terminare di distruggere le dimensioni anche senza di lui.
Tuttavia, il Cuore Oscuro viene distrutto dall'amore tra Consilia e il Conte Cenere, tornati alla loro forma originale, Farfalà e Blumiere. Essi si sposano e spariscono in un luogo dove finalmente possano vivere insieme felici per sempre. Il Vuoto viene così fermato, Mario e gli altri tornano a Svoltadilà e fanno una festa con tutti gli abitanti di Svoltadilà e Svoltadiqua.

## Modalità di gioco

Un esempio di cambio di visualizzazione da 2D a 3D

Svoltare è il nome della principale caratteristica riguardante il gameplay del gioco, cioè la possibilità di passare da una visualizzazione 2D ad una visualizzazione 3D.
Quest'idea (unica per quanto riguarda i videogiochi a piattaforme) rappresenta un binomio con il concetto di Carta (Paper) che è presente nel gioco e nel titolo stesso. Infatti la carta ha 2 dimensioni e quindi i programmatori del gioco hanno deciso che lo stesso dovesse avere due tipologie di dimensioni, quella 2D e quella 3D.
Questa capacità, esclusiva di Mario, è un'abilità che consuma un'apposita barra, la barra dimensionale, visualizzata in alto a sinistra dello schermo è colorata in vari modi, che vanno dal verde acceso quando è totalmente carica fino al rosso intenso quando invece è totalmente scarica. Quando la barra si esaurisce, Mario riceve un danno in PV, e la barra si ripristina con il tempo.

Frame del gioco

Oltre alla capacità di passare dietro (o davanti) a oggetti che prima potevano sembrare insormontabili o a nemici che improvvisamente diventano sottilissimi perché fatti di carta e quindi senza spessore, la peculiarità di Mario permette al giocatore di scoprire parti del gioco che altrimenti resterebbero inesplorate. Nello stesso modo i blocchi che si trovano perfettamente allineati nella visualizzazione 2D possono invece risultare sfasati nella visualizzazione 3D (o viceversa).
Per permettere al giocatore di non cadere immediatamente dai blocchi nel cambio di visualizzazione i programmatori hanno deciso che Mario una volta effettuato il cambio restasse sospeso in aria per alcuni secondi permettendo al giocatore di saltare, anche senza avere un appoggio sottostante, per raggiungere la posizione occupata dal blocco su cui era posizionato il personaggio nella visualizzazione precedente.

## Pixl
Durante il gioco Mario e i suoi compagni incontreranno diversi Pixl, compagni inseparabili dei protagonisti che permetteranno di svolgere azioni che non sarebbero possibili senza di loro.

Consilia

- Consilia: il Pixl fondamentale del gioco, accompagna Mario e compagni per praticamente tutta la storia. Non è sempre stata un Pixl: una volta era un'umana, Lady Farfalà, finché Merlocchio un giorno la tramutò in un Pixl per salvarle la vita. Le sue caratteristiche sono l'aiutare Mario quando si trova in difficoltà e non sa come proseguire e la possibilità di scoprire porte, blocchi, interruttori e passaggi nascosti che altrimenti non si potrebbero vedere.
- Manolo: il primo dei Pixl che Mario libera nell'avventura; è un Pixl a forma di mano stilizzata che permette all'Eroe di turno di acchiappare o colpire qualcosa a distanza.
- Bombo: come dice il nome la grafica è proprio quella di una bomba, ma con le ali; fa saltare in aria praticamente tutto quello che si trova vicino. Utile anche per attivare interruttori a distanza.
- Sottilino: Pixl che rende l'Eroe di turno sottilissimo, talmente sottile che se resta fermo diventa invisibile ed immateriale; i nemici, i loro attacchi e gli oggetti lo attraversano senza arrecargli danno. Inoltre, i nemici non ti vedono e quindi non si dirigono verso di te!
- Kilo: Pixl dalla massa imponente; permette all'Eroe di schiantarsi con violenza su qualunque cosa, compresi i nemici (schianto a terra). Utile per distruggere i blocchi dall'alto, colpire interruttori grandi e attivare speciali meccanismi di paletti.
- Porteo: è il Pixl piattaforma; permette di fluttuare sopra a spine e acqua, altrimenti impossibili da superare. Ti rende anche più veloce.
- Girondello: quando si trova una breccia spaziale, o dove è segnato da una x in una mappa, permette di rivoltare il tessuto spaziale per far apparire un oggetto, una porta o per far accadere qualcosa.
- Martolomeo: un grosso martello schiacciatutto. Utile per eliminare enormi blocchi gialli che altrimenti risulterebbero insormontabili. È perfetto anche per colpire i nemici, soprattutto quelli spinosi.
- Micronio: questo Pixl assomiglia ad una specie di sole stilizzato, con il corpo tondo e tante righe attorno. La sua particolarità è quella di ridurre notevolmente le dimensioni dell'eroe, consentendogli di entrare in minuscoli pertugi e di non venire notato dai nemici.
- Protezio: questo Pixl è a forma di sole stilizzato, ma, a differenza di Micronio, ha molti meno raggi, la cui forma è triangolare. Si trova al livello 3-1, dove fornisce consigli per attraversare Bittonia. Dopo aver battuto Ginoleonte, il boss del livello 3-4, tornando da Protezio egli accetterà di aiutare gli Eroi nella loro missione. L'abilità di Protezio è quella di creare un campo di forza intorno all'Eroe durante le sue battaglie, per proteggerlo dagli attacchi e rimandarli al nemico, danneggiandolo. Se un nemico lo tocca mentre usa questo Pixl, perde PV. Protezio è il primo dei 3 Pixl segreti.
- Scatty: questo Pixl ha la forma di un pentagono con 2 "alucce" dietro (tipo cometa stilizzata) ed aiuta l'Eroe a spostarsi molto più velocemente. Si trova sconfiggendo Wracker alla 100ª stanza del Labirinto dei 100 livelli di Svoltadilà. Scatty è il secondo dei 3 Pixl segreti.
- Doremì: questo Pixl ha la forma di una nota musicale con le ali, e produce una canzone utile per rimuovere alcuni blocchi e per guarire le maledizioni (il tema musicale è lo stesso, ma varia di stile in base all'eroe attivo). Doremi è il terzo dei 3 Pixl segreti.
- Consitron: non è veramente un Pixl, ma un robot costruito da Ginoleonte. Dopo aver completato il gioco non è più possibile usare Consilia, e per questo bisogna tornare da Ginoleonte al livello 3-4 e spendere 999 monete per acquistare questa replica dell'originale. Ha l'aspetto e le funzioni identici a quelli di Consilia, ma tuttavia ha delle antenne nere e vistose.

## Mondi
Svoltadilà: non è una dimensione, ma è nel mezzo di esse. Sulla torre c'è l'anticamera dei mondi mentre nei sottostanti 5 piani si snoda la città.
Svoltadiqua: la città opposta a Svoltadilà. Persino i comportamenti delle persone di Svoltadilà sono opposti a quelli di queste persone.
Linealandia: primo mondo del cammino. La Città Antica fa da tramite tra i paesaggi verdeggianti iniziali ed il Deserto. Qui si incontra per la prima volta Pugnazzo. Il boss del livello è Dracker, reso nemico da Dimensio.
Valle del Crepuscolo: tre sezioni su quattro hanno come loro sfondo la villa di Merluna, una stramba discendente degli Antichi. Per la prima volta Mario si scontrerà con Mimì.
Bittonia: in questo mondo Consilia viene rapita da Ginoleonte, nerd appassionato di tecnologia e amante dei gatti. Il tragitto verso Forte Gino è lungo e bizzarro, tra castelli, laghi ed alberi giganteschi. Dopo aver affrontato Ginoleonte, Consilia viene liberata.
Spazio Profondo: il minuscolo viaggiatore dello spazio Squirps guiderà la combriccola attraverso lo spazio fino alla Zona Proibita, dove affronteremo per la prima volta Mr. L, cioè Luigi dopo il lavaggio del cervello fattogli da Nastasia, l'assistente del Conte Cenere.
Cromagna: i primitivi Cromagnoidi e i Floro Sapiens si fronteggiano in questi luoghi. Dimensio e Pugnazzo daranno ancora fastidio agli eroi, ma il boss è il re dei Floro Sapiens: Cardo IV.
Regno d'Eztate: paese del Re Eztivo, che pretende la vittoria contro i suoi 100 sudditi (i tipi Eztivi), per consegnare un prezioso tesoro. Al 2º livello il vuoto totale inghiottirà questo mondo, lasciando solo qualche resto di ponti e palazzi in mezzo al nulla. Dopo aver completato il gioco, però, il mondo tornerà al suo splendore e sarà possibile tornarci per battere una volta per tutte i 100 tipi Eztivi, ottenendo come premio delle carte dei predecessori del gioco (Paper Mario e Paper Mario: il Portale Millenario).
Mondodigiù: dopo il Game Over ognuno finisce qui, angusto luogo analogo al nostro inferno. Però è possibile anche salire nel Mondodisu, dove il mostro Freddossa ha condotto un esercito pronto all'invasione del regno dei Nimbi.
Castel Cenere: qui risiede il Conte Cenere.
Labirinto dei 100 livelli di Svoltadilà: una zona celata nel secondo piano sotto terra di Svoltadilà che gli Antichi riempirono di creature di ogni genere. Bisogna passare per 100 stanze: un nemico in ogni stanza custodisce la chiave per aprire la porta che conduce alla successiva. Il boss è Wracker, la forma evoluta di Dracker. Ogni 10 stanze si può uscire, c'è un forziere con dentro una carta ultrarara e può esserci Bric il venditore. Alla fine si hanno a disposizione le carte Consilia, Manolo, Bombo, Sottilino, Kilo, Porteo, Girondello, Martolomeo, Micronio e si trova il pixl segreto Scatty.
Labirinto dei 100 livelli di Svoltadiqua: una zona celata nel secondo piano sotto terra di Svoltadiqua, popolata da nemici tutti neri (i nemici ombra), molto più potenti delle versioni normali. Bisogna passare per 100 stanze: un nemico in ogni stanza custodisce la chiave per aprire la porta che conduce alla successiva. Ogni 10 stanze si può uscire, c'è un forziere con dentro una carta ultrarara e può esserci Bric il venditore. Alla fine si hanno a disposizione le carte Goombario, Kooper, Bombette, Koopostino, Lady Boo, Watt, Sushie. La seconda volta che si fa questo labirinto si affronteranno i boss (Mr. Ombra che ricopia i nostri Eroi per abilità) e si riceveranno le carte degli eroi e delle loro versioni ombra (con la carta di Mario si può restare in 3D all'infinito).

## Luoghi di Svoltadilà
Torre di Svoltadilà: vi si accede con l'ascensore della torre o usando l'oggetto raro "Tubo indietro". Qui si può andare nei primi 7 mondi (Linealandia, Valle del Crepuscolo, Bittonia, Spazio Profondo, Cromagna, Regno d'Eztate e Mondodigiù).
Negozio Komeva (2º piano): un negozio che vende oggetti molto utili.
Casa di Merlocchio (2º piano): qui abita Merlocchio.
Locanda (2º piano): fermandosi a dormire in questo posto al si recuperano tutti i PV per 5 monete. È gestita da Olga.
Indovina (2º piano): qui Merlastra ti darà dei suggerimenti sul gioco in cambio di monete.
Ristorante (1º piano): dai un oggetto alla cuoca e lei te lo cucinerà potenziandolo o cambiandone l'effetto. Ad esempio, con Coda Cavallina si ottiene Coda Cavallina Arrosto. Se l'oggetto che hai consegnato non è cucinabile, la cuoca lo trasformerà in un Malfatto, che uccide i nemici con il suo odore sgradevole. Al muro è appeso il "prepara cenette", che ti informa sui piatti che si possono preparare: inserendovi una scheda cucina il numero di dati disponibili aumenterà.
Negozio di carte (1º piano): questo negozio è nascosto dietro il muro del 1º piano. Facendo esplodere una crepa con Bombo si aprirà un passaggio, e passandoci dentro in 3D si accederà a questa zona. In questo negozio si vendono Carte in busta (10 monete) e Carte Cattura (20 monete). Le Carte in busta contengono una Carta Raccolta con un personaggio qualsiasi (se si possiede la Carta Raccolta di un nemico, il tuo attacco contro di lui verrà raddoppiato). Le Carte Cattura trasformano il nemico che hai davanti in una Carta Raccolta, ma il loro difetto è che non funzionano molto spesso.
Bar (Sotterraneo 1): qui il barista ti racconterà delle storie per 10 monete.
Sala Giochi (Bar, Sotterraneo 1): svoltando in 3D nel bar si troverà un tubo d'oro. Entrandoci si accederà alla Sala Giochi, un mondo dedicato ai veri amanti del gioco. Il proprietario E-mil ti venderà i Gettoni Svoltadilà per giocare a 3 giochi (ogni sessione costa 10 gettoni). Dopo aver concluso un gioco ti verranno dati tanti Gettoni quanto alto è il tuo punteggio. I gettoni possono poi essere scambiati con oggetti, ma non con monete. Se nel bar di Svoltadiqua trovi la carta d'oro potrai giocare a un quarto gioco che costa 20 gettoni.

## Luoghi di Svoltadiqua
Torre di Svoltadiqua: Vi si accede con l'ascensore della Torre di Svoltadiqua. Da lì si può andare a Castel Cenere.
Negozio Cozìcozì (2º piano): Un negozio che vende gli oggetti più potenti, rari e costosi.
Casa di Occhiomerlo (2º piano): Qui abita Occhiomerlo, un grande mago discendente degli Antichi.
Locanda (2º piano): In questo posto Elga la locandiera ti fa scegliere fra 3 pacchetti colazione:
- Fungo (10 monete): ti fa recuperare tutti i PV e (svoltando in 3D) ti fa trovare un Fungo secco;
- Fiore (20 monete): ti fa recuperare tutti i PV e (svoltando in 3D) ti fa trovare una Pescotta;
- Stella (40 monete): ti fa recuperare tutti i PV e (svoltando in 3D) ti fa trovare un Fungo viscido.

Casa della fortuna (2º piano): Merluna (trasferitasi a Svoltadiqua dopo aver completato il mondo 2), ti farà una magia che ti "renderà felice" in alcuni momenti, dopo aver sconfitto un nemico, e ti farà girare una ruota dove potrai ottenere Fiammata, Fungoshake, Super Fungoshake, Fungo SOS, Blocco Pow, Fungo Volta, Fanta Fungo ecc. I pacchetti magia sono:
- Pacco di prova (50 monete);
- Pacco consigliato (100 monete);
- Pacco speciale (200 monete).

Ristorante (1º piano): Dai due oggetti alla cuoca tedesca e lei te li cucinerà con combinazioni veramente uniche (ad esempio con Fungoshake e Fiammata si ottiene Razioni d'emergenza). Se gli oggetti che hai consegnato non sono combinabili, la cuoca li trasformerà in un Malfatto, che uccide i nemici. Al muro è appeso il "prepara cenette", che ti informa sui piatti che si possono preparare: inserendovi una scheda cucina il numero di dati disponibili aumenterà.
Negozio di Carte (1º piano): Svoltando in 3D al 1º piano si dovrà attraversare un passaggio per arrivare a questo negozio. Qui si vendono Carte Raccolta (il prezzo varia a seconda della rarità della carta) e Carte Cattura SP (100 monete). Se si possiede la Carta Raccolta di un nemico, il tuo attacco contro di lui verrà raddoppiato. Le Carte Cattura SP trasformano il nemico che hai davanti in una Carta Raccolta, e funzionano quasi sempre.
Bar (Sotterraneo 1): Dando 10 monete al barista lui ti racconterà delle storie molto utili. Svoltando in 3D si troveranno due forzieri.